# 湖北第二师范学院
湖北第二师范学院位于武汉市，是一所省属普通本科院校，始于1931年创建的湖北省立教育学院。2000年开始进行普通师范本科教育。2003年，兼并湖北省工业学校。2003年9月，迁至东湖新技术开发区。2007年，改制更名为现名。2009，合并湖北省经济管理干部学院。
学校校园面积1718亩，建筑面积43.39万平方米，图书资料188.34万册，教学科研仪器设备总值7550.87万元。学校现有教师教育学院、教育科学学院、文学院、外国语学院、艺术学院、数学与经济学院、管理学院、物理与机电工程学院、化学与生命科学学院、计算机学院、马克思主义学院、体育学院、建筑与材料工程学院、继续教育学院、国际学院等15个院系。湖北省教学研究室、湖北省中小学教师继续教育中心、湖北省普通教育干部培训中心、湖北省教师资格认定中心等省级教师培训、研究和管理机构也设在该学校。